# Conferència Nacional de Jammu i Caixmir
La Conferència Nacional de Jammu i Caixmir (Jammu and Kashmir National Conference) és un partit polític de Jammu i Caixmir fundat el 1947 per Sheikh Abdullah. Des 1948 al 1965 va tenir el govern de l'estat, i altra vegada del 1975 fins al 1990 i del 1996 al 2002 (del 1990 al 1996 l'estat va estar sota control federal). El seu segon líder fou Farooq Abdullah. Actualment és dirigit per Omar Abdullah. El 2002 va perdre per poc les eleccions enfront del Partit Popular Democràtic de Jammu i Caixmir que va formar govern.